# شونیا کامییا
شونیا کامییا (انگلیسی: Shunya Kamiya؛ زادهٔ ۲۳ دسامبر ۱۹۹۱) بازیکن فوتبال اهل ژاپن است.